# Branquinha
Branquinha este un oraș în statul Alagoas (AL) din Brazilia.